# Porterella carnosula
Porterella carnosula là loài thực vật có hoa trong họ Hoa chuông. Loài này được (Hook. & Arn.) Torr. miêu tả khoa học đầu tiên năm 1871 publ. 1872.